# 124143 Joséluiscorral
124143 Joséluiscorral è un asteroide della fascia principale. Scoperto nel 2001, presenta un'orbita caratterizzata da un semiasse maggiore pari a 2,3279594 UA e da un'eccentricità di 0,2507155, inclinata di 1,76046° rispetto all'eclittica.
L'asteroide è dedicato a José Luis Corral Berruezo, cuoco presso l'osservatorio dove è avvenuta la scoperta.